# بارتيشن ماجيك
بارتيشن ماجيك (بالإنجليزية: Partition Magic)‏ برنامج شهير لتقسيم القرص الصلب. يعمل على مايكروسوفت ويندوز ومن أهم مميزاته أنه يمكن من تقسيم وتهيئة القرص الصلب والتحويل من نظم FAT ل FAT 32 والتحويل أيضاً إلى NTFS وتزيد مساحة قرص عن الآخر بدون فقدان البيانات من على القرص الصلب .

## وصلات خارجية
- موقع برنامج Partition Magic .